# إشقيل أخضر
إشقيل أخضر (الاسم العلمي:Scilla viridis) هو نوع غير مؤكد من النباتات يتبع جنس الإشقيل من الفصيلة الهليونية.